# جيمس أوبيورا
جيمس أوبيورا (بالإنجليزية: James Obiorah)‏ مواليد 24 أغسطس 1978 في جوس، هو لاعب كرة قدم نيجيري دولي سابق كان يلعب كلاعب وسط. اعتزل اللعب عام 2009 مع نادي تولون. سبق له أن لعب في كأس العالم لكرة القدم مع منتخب بلاده. بدأ مسيرته الرياضية عام 1994.

## المسيرة الاحترافية

### أندية لعب لها
- نادي إنييمبا إنترناشونال
- نادي رويال أندرلخت
- نادي غراسهوبر زيوريخ
- لوكوموتيف موسكو
- نادي نيور
- كادونا يونايتد
- سبورتينغ تولون فار

## روابط خارجية
- جيمس أوبيورا على موقع الاتحاد الدولي (مؤرشف)  (الإنجليزية)
- جيمس أوبيورا على موقع قاعدة بيانات كرة القدم.إي يو (الإنجليزية)
- جيمس أوبيورا على موقع ناشيونال فوتبول تيمز (الإنجليزية)